# Броды (Волынская область)
Бро́ды (укр. Броди) — село в Ратновской поселковой общине Ковельского района Волынской области Украины.
Код КОАТУУ — 0724281802. Население по переписи 2001 года составляет 1255 человек. Почтовый индекс — 44132. Телефонный код — 3366. Занимает площадь 4,87 км².

## История
В 1906 году хутор Горниковского волости Ковельського уезда Волынской губернии. Расстояние от уездного города — 59 верст, от волости — 5. Дворов — 23, жителей — 87.
До 2020 года входило в Ратновский район.

## Население
Согласно переписи УССР 1989 года численность наличного населения села составила 1219 человек, из которых 593 мужчины и 626 женщин.
Согласно переписи населения Украины 2001 года в селе проживало 1253 человека.

## Язык
Распределение населения по родному языку по данным переписи 2001 года:
| Язык       | Процент |
| ---------- | ------- |
| украинский | 99,76 % |
| русский    | 0,24 %  |